# Labor Days (Aesop Rock-album)
Labor Days er det tredje studiealbum af den amerikanske rapper og producer Aesop Rock. Albummet blev udgivet gennem pladeselskabet Definitive Jux den 18. september 2001, og er et konceptalbum omkring arbejde.

## Spor
Alt tekst skrevet af Aesop Rock. 
| Labor Days | Labor Days                          | Labor Days | Labor Days | Labor Days | Labor Days | Labor Days | Labor Days | Labor Days | Labor Days |
| #          | Titel                               | Producer   | Længde     |            |            |            |            |            |            |
| ---------- | ----------------------------------- | ---------- | ---------- | ---------- | ---------- | ---------- | ---------- | ---------- | ---------- |
| 1.         | "Labor"                             | Aesop Rock | 2:32       |            |            |            |            |            |            |
| 2.         | "Daylight"                          | Blockhead  | 4:26       |            |            |            |            |            |            |
| 3.         | "Save Yourself"                     | Blockhead  | 4:59       |            |            |            |            |            |            |
| 4.         | "Flashflood"                        | Blockhead  | 3:54       |            |            |            |            |            |            |
| 5.         | "No Regrets"                        | Blockhead  | 4:31       |            |            |            |            |            |            |
| 6.         | "One Brick" (featuring Illogic)     | Aesop Rock | 4:32       |            |            |            |            |            |            |
| 7.         | "The Tugboat Complex Pt. 3"         | Blockhead  | 3:46       |            |            |            |            |            |            |
| 8.         | "Coma"                              | Omega One  | 3:56       |            |            |            |            |            |            |
| 9.         | "Battery"                           | Aesop Rock | 5:07       |            |            |            |            |            |            |
| 10.        | "Boombox Apocalypse"                | Aesop Rock | 5:05       |            |            |            |            |            |            |
| 11.        | "Bent Life" (featuring C-Rayz Walz) | Blockhead  | 4:49       |            |            |            |            |            |            |
| 12.        | "The Yes and the Y'all"             | Blockhead  | 4:04       |            |            |            |            |            |            |
| 13.        | "9-5ers Anthem"                     | Blockhead  | 4:38       |            |            |            |            |            |            |
| 14.        | "Shovel"                            | Blockhead  | 4:45       |            |            |            |            |            |            |
| 61:03      |                                     |            |            |            |            |            |            |            |            |